# Ottavio Cappellani
Ottavio Cappellani   (Catània, 16 de juny de 1969) és un escriptor, novel·lista, dramaturg, periodista i guionista italià.

## Biografia
Ottavio Cappellani va néixer el 1969 a Catània, Sicília, en el si d'una antiga i noble família siciliana, els Cappellani di Pirainito. Periodista del diari Le Journal de Sicile, té un doctorat en filosofia i és compositor de cançons de rock.

## Trejectòria
Va debutar el 1998 amb La morale del cavallo, un diàleg teològic amb un epíleg de Manlio Sgalambro. El 2004 va publicar la seva primera novel·la, Chi è Lou Sciortino?, la traducció americana Who is Lou Sciortino? de 2007, traduïda a vint-i-dos idiomes, s'inclou al Reading The World (els quaranta títols més significatius traduïts i publicats als Estats Units durant l'any). El 2006 va publicar Sicilian Tragedi amb Arnoldo Mondadori Editore. L'escriptor estatunidenc David Leavitt va dedicar una pàgina sencera al New York Times a la traducció americana[2]
El 2012 se li va atribuir l'autoria del llibre electrònic Cinquanta sfumature di minchia, que més tard també es va publicar en una edició de butxaca.
El 2016, juntament amb Francesco Borgonovo i Walter Leoni, va signar el llibre electrònic Matteo Renzi è stato azzurro di sci.
El 2018, Sicilian Comedi va ser portada als escenaris, amb direcció de Guglielmo Ferro.
El 2019 va publicar, amb la Società Editrice Milanese, La Sicilia spiegata agli eschimesi. E a tutti gli altri, que va inspirar l'espectacle d'humor del mateix títol, que va debutar a Catània amb Mario Venuti.

## Obra
- 1998. La morale del cavallo, epíleg de Manlio Sgalambro.
- 2004. Chi è Lou Sciortino?.
- 2007. Sicilian Tragedi (Tragèdia italiana, traducció de Pau Vidal, clandestina editorial, 2024. ISBN 978-84-19627-51-3).[6]
- 2009. Chi ha incastrato Lou Sciortino? Una storia vintage.
- 2011. L'isola prigione.
- 2012. Cinquanta sfumature di minchia.
- 2013. Sull'Etna non uccidono mai nessuno.
- 2013. Infermo, amb Francesco Borgonovo.
- 2017. Sicilian comedi.
- 2019. La Sicilia spiegata agli eschimesi. E a tutti gli altri.
- 2024. Il carrubo e l'unità di misura del diamante.